# آنا روبنسون واطسون
كانت آنا روبنسون واطسون (1848-1930) مؤلفة أمريكية، والعضو المؤسس ورئيسة نادي القرن التاسع عشر وجامعة للفلكلور الأمريكي.

## نشأتها
كانت تحمل واطسون اسم آنا ووكر روبنسون عند ولادتها وولدت في تايلور هومستيد «سبرينغفيلدز» بالقرب من لويفيل، كنتاكي، إلى ماري لويز تايلور روبنسون وأرشيبالد ماغيل روبنسون. كانت حفيدة هانكوك تايلور، شقيق الرئيس زكريا تايلور. وُصفت واطسون على أنها «طفلة رومنسية وشاعرية وصاحبة مخيلة». بعد قضاء بضع سنوات في الريف، انتقلت أسرتها إلى لويزفيل وتلقت واطسون تعليمها هناك وفي شيكاغو فيما بعد.

## الأعمال المكتوبة
بعد إنهاء دراستها، دخلت المجتمع كشاعرة. واصلت الكتابة ونشرت «رسالة الطفل»، التي حظيت بشعبية واسعة ونُشرت في مجلة تشاتربوكس في لندن. كما فازت في مسابقة في نيويورك تشيرشمان لأفضل تهويدة. بالإضافة إلى نشر العديد من القصائد والأعمال النثرية باسمها، قامت أيضًا بنشر أعمال غير موقعة على نطاق واسع، بما في ذلك المراجعات والافتتاحيات.
في عام 1870 تزوجت واطسون من جيمس هـ. واطسون، نجل قاضي مسيسيبي. استقرت لاحقًا مع عائلتها في ممفيس، تينيسي، حيث مارس زوجها مهنة القانون. نشرت حكايات وخرافات جُمعت على لسان الشعوب الأمريكية من أصل إفريقي، بلهجة الكاتبة على ما يبدو، وتكهنت بنوع من العنصرية العرقية. تشمل بعض أعمالها البارزة سم نوتابل فاميليز أوف أمريكا، أوف سكيبترد ريس، باشن فلاورز وورقة - «عمل أدبي مقارن في فلكلور الأمريكيين من أصل إفريقي» - قراءة في المؤتمر الدولي للفلكلور للمعرض الكولومبي العالمي لعام 1893.
في ممفيس، كانت واطسون عضو مؤسس وثالث من ترأس نادي القرن التاسع عشر وهو أكبر ناد نسائي في الجنوب. في ذلك الوقت، كان يُنظر إلى الأندية على أنها مدارس تمكنت فيها النساء من توسيع مساعيهن الفكرية. كان النادي مرتبطًا بحركة حق المرأة الأمريكية في التصويت، على الرغم من أن الأعضاء أوضحن أن ناديهن يحمل صبغة أنثوية للغاية للحركة النسوية، وبُرر ذلك في كثير من الأحيان من خلال شروحات لتحسين دور المرأة في الحياة الأسرية. على الرغم من أن واطسون حذرت من متابعة النشاط على حساب الأسرة، إلى أنها لاحظت تقدمًا في الإحساس بالسلطة والقوة بين النساء الأمريكيات، ونشرت كتاب «المرأة الجديدة في الجنوب الجديد وموقف النساء الجنوبيات من مسألة حق التصويت مع الناشطة في هذا المجال جوزفين هنري» عام 1895.
عام 1913 قدم الجنرال جيمس جرانت ويلسون قصيدة واتسون بعنوان «حصار فيكسبيرج، معركة الخداع» نيابة عنها في اجتماع لم الشمل الثالث والأربعين لجمعية جيش تينيسي.